# Visegrádská skupina
Visegrádská skupina (výslovnost: [višegrádská], také nazývaná Visegrádská čtyřka nebo V4) je aliance čtyř států střední Evropy: Česka, Maďarska, Polska, Slovenska.

## Historie
Aliance států V4 je inspirována setkáním tří králů v maďarském městě Visegrád v roce 1335. Uherský král Karel I. Robert, český král Jan Lucemburský a polský král Kazimír III. Veliký se zde dohodli na těsné spolupráci v politických či obchodních otázkách a na věčném přátelství. Tímto krokem inspirovali o 656 let později k založení další úspěšné středoevropské iniciativy.

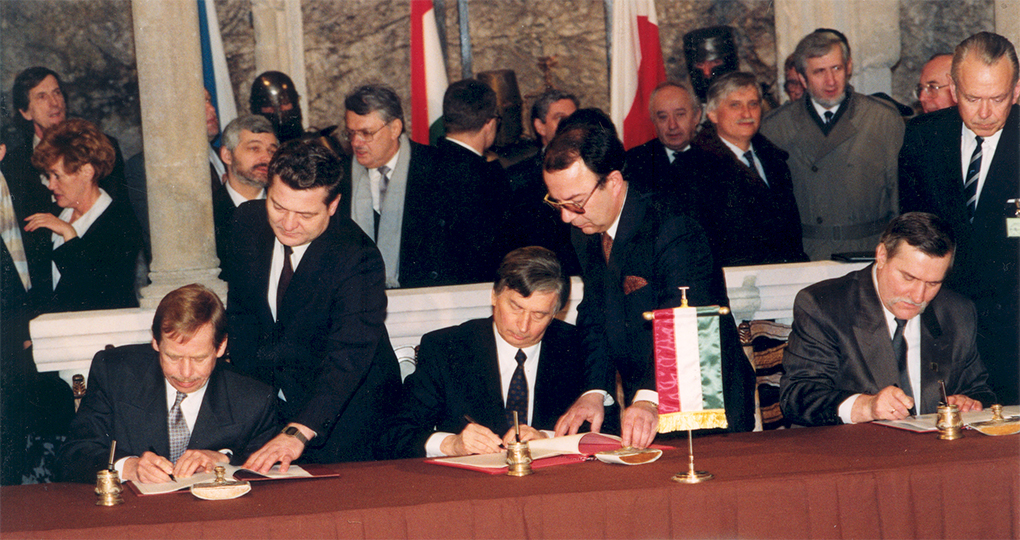
Založení Visegrádské skupiny, 1991

Novodobá Visegrádská trojka vznikla 15. února 1991 (deset dní před zánikem Varšavské smlouvy) na setkání maďarského premiéra Józsefa Antalla, prezidenta ČSFR Václava Havla a polského prezidenta Lecha Wałęsy ve Visegrádu. Na tomto setkání politici podepsali deklaraci blízké spolupráce tří středoevropských zemí na jejich cestě k evropské integraci. Po zhroucení komunistického režimu byla kooperace mezi zeměmi důležitá pro jejich přechod od totalitárního systému ke svobodné, pluralitní a demokratické společnosti. Společně země Visegrádu usilovaly o zánik RVHP a Varšavské smlouvy.
Po rozdělení ČSFR se označení aliance změnilo ve Visegrádskou čtyřku (V4), jelikož členství se převedlo na oba nástupnické státy Česko i Slovensko.
Po roce 1992 spolupráce v rámci Visegrádské skupiny ustala, obnovena byla v říjnu 1998.
V roce 1999 vstoupily tři z těchto zemí – Česko, Maďarsko a Polsko – do NATO, Slovensko je následovalo roku 2004. Po přijetí všech čtyř zemí do Evropské unie dne 1. května 2004 ještě více vzrostly zahraničně-politické aktivity tohoto spolku a skupina se zaměřila na prosazování spolupráce a stability v širším regionu střední Evropy. Spolupráce s Rakouskem a Slovinskem probíhá v rámci takzvaného Regionálního partnerství, s dalšími zeměmi střední a východní Evropy skupina spolupracuje v rámci takzvaného programu V4+.
Vztahy uvnitř skupiny ochladly po ruském útoku na Ukrajinu v únoru 2022, kdy se uvnitř skupiny začala výrazně lišit reakce jednotlivých států na válku. Zatímco Česko, Polsko a do konce roku 2023 i Slovensko podporovalo Ukrajinu, Maďarsko (a po změně vlády na konci roku 2023 i Slovensko) zaujalo jiný postoj. V důsledku této krize uvnitř skupiny došlo k omezení organizace setkání jednotlivých státních představitelů a začaly se objevovat (zejména z české a polské strany) úvahy o zrušení skupiny či minimálně o jejím utlumení. Někteří analytici začali v roce 2024 o skupině hovořit jako o formátu V 2+2.

## Členové
|                  | Česko                  | Maďarsko               | Polsko                 | Slovensko              |
| ---------------- | ---------------------- | ---------------------- | ---------------------- | ---------------------- |
| Vlajka           |                        |                        |                        |                        |
| Státní znak      |                        |                        |                        |                        |
| Hlavní město     | Praha                  | Budapešť               | Varšava                | Bratislava             |
| Rozloha          | 78 866 km²             | 93 036 km²             | 312 679 km²            | 49 036 km²             |
| Počet obyvatel   | přibližně 10,9 milionu | přibližně 9,60 milionu | přibližně 37,6 milionu | přibližně 5,45 milionu |
| HDI              | 0.891 (velmi vysoký)   | 0.845 (velmi vysoký)   | 0.872 (velmi vysoký)   | 0.857 (velmi vysoký)   |
| Prezident        | Petr Pavel             | Tamás Sulyok           | Andrzej Duda           | Peter Pellegrini       |
| Předseda vlády   | Petr Fiala             | Viktor Orbán           | Donald Tusk            | Robert Fico            |
| Měna             | koruna česká (CZK)     | maďarský forint (HUF)  | polský złoty (PLN)     | euro (EUR)             |
| HDP na obyvatele | 38 622 USD             | 26 455 USD             | 25 799 USD             | 29 105 USD             |

## Mezinárodní visegrádský fond

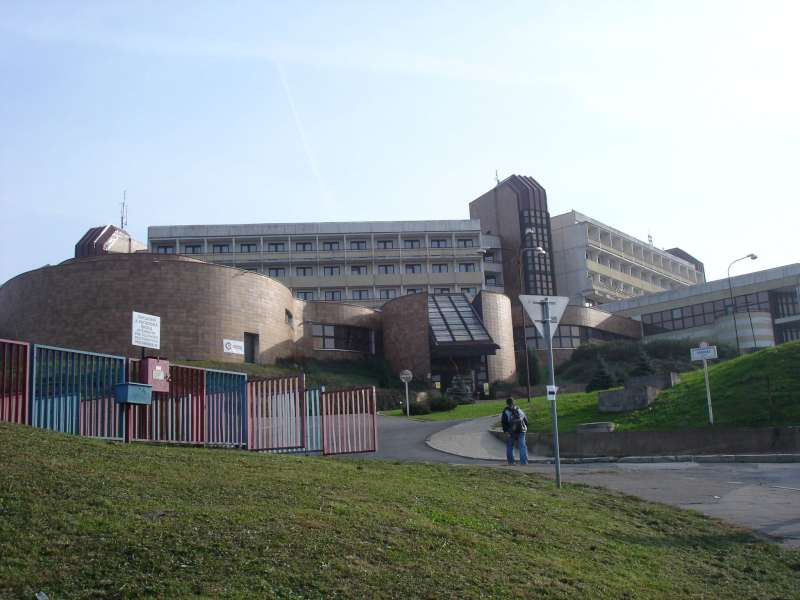
Sídlo Mezinárodního visegrádského fondu v Bratislavě

Mezinárodní visegrádský fond, anglicky International Visegrád Fund (IVF), byl založen dne 9. června 2000 ve Štiříně v Česku, sídlo má však v Bratislavě. Jeho posláním je podpora rozvoje užší spolupráce a posilování vzájemných vazeb mezi těmito státy V4. Fond finančně podporuje projekty v následujících oblastech – kultury, vědy a výzkumu, vzdělávání, výměny mládeže, rozvoj turismu a přeshraniční spolupráce.
Rozpočet fondu je tvořen stejně vysokými příspěvky všech čtyř členských zemí a vykazuje dlouhodobě rostoucí přebytek. Státy přispěly dohromady celkem v roce 2006 3,2 milionu eur (800 tisíc eur každý člen), v letech 2007 a 2008 5 miliony eur (1,25 milionu eur každý člen), v letech 2009, 2010 a 2011 6 milionů eur (1,5 milionu eur každý člen), a v roce 2012 7 milionů eur (1,75 milionu eur každý člen). Hospodaření fondu je v přehledných tabulkách zveřejněno na oficiálních stránkách fondu.

## Visegrádská bojová skupina
Dne 4. května 2012 se zástupci ministerstev obrany členských států Visegrádské skupiny v Litoměřicích dohodli na sestavení společného bojového uskupení armád. Visegrádskou bojovou skupinu vede Polsko a celkový počet vojáků překročil 3700. Skupina byla v bojové pohotovosti v první polovině roku 2016, pak v druhé polovině roku 2019.
Jako odpověď na vojenský zásah Ruska na Ukrajině v roce 2014 byla podepsána 14. března 2014 smlouva o spojeném vojenském uskupení uvnitř Evropské unie. Dohoda zahrnuje společná vojenská cvičení, koordinované zajišťování obrany a společný vývoj obrany v těchto čtyřech evropských státech.

## Předsednictví
Předsednictví Visegrádské skupiny je vždy na 1 rok a předává se o půlnoci ze 30. června na 1. července.
- 1991/1992 –  Československo: Marián Čalfa
- 1992/1993 –  Polsko: Waldemar Pavlak / Hanna Suchocka
- 1993/1994 –  Maďarsko: József Antall / Péter Boross
- 1994/1995 –  Slovensko: Jozef Moravčík / Vladimír Mečiar
- 1995/1996 –  Česko: Václav Klaus
- 1996/1997 –  Polsko: Włodzimierz Cimoszewicz
- 1997/1998 –  Maďarsko: Gyula Horn
- 1998/1999 –  Slovensko: Vladimír Mečiar / Mikuláš Dzurinda
- 1999/2000 –  Česko: Miloš Zeman
- 2000/2001 –  Polsko: Jerzy Buzek
- 2001/2002 –  Maďarsko: Viktor Orbán / Péter Medgyessy
- 2002/2003 –  Slovensko: Mikuláš Dzurinda
- 2003/2004 –  Česko: Vladimír Špidla
- 2004/2005 –  Polsko: Marek Belka
- 2005/2006 –  Maďarsko: Ferenc Gyurcsány
- 2006/2007 –  Slovensko: Robert Fico
- 2007/2008 –  Česko: Mirek Topolánek
- 2008/2009 –  Polsko: Donald Tusk
- 2009/2010 –  Maďarsko: Gordon Bajnai / Viktor Orbán
- 2010/2011 –  Slovensko: Iveta Radičová
- 2011/2012 –  Česko: Petr Nečas
- 2012/2013 –  Polsko: Donald Tusk
- 2013/2014 –  Maďarsko: Viktor Orbán
- 2014/2015 –  Slovensko: Robert Fico
- 2015/2016 –  Česko: Bohuslav Sobotka
- 2016/2017 –  Polsko:  Beata Szydłová
- 2017/2018 –  Maďarsko: Viktor Orbán
- 2018/2019 –  Slovensko: Peter Pellegrini
- 2019/2020 –  Česko: Andrej Babiš
- 2020/2021 –  Polsko: Mateusz Morawiecki
- 2021/2022 –  Maďarsko: Viktor Orbán
- 2022/2023 –  Slovensko: Eduard Heger / Ľudovít Ódor
- 2023/2024 –  Česko: Petr Fiala
- 2024/2025 –  Polsko: Donald Tusk

## Návrhy na rozšíření
Na podzim 2013 se tehdejší český prezident Miloš Zeman vyslovil pro přizvání Rakouska a Slovinska do Visegrádské skupiny a v dubnu tyto země při návštěvě v Lublani přizval ke společným schůzkám. Poznamenal přitom, že některé členské státy Visegrádu se stavěly proti pevnému rozšíření o tyto dvě země.
V září 2016 přišel Miloš Zeman s rakouskými Svobodnými s plánem na pevné rozšíření skupiny o Rakousko. Svobodní ve skupině viděli v rámci Unie protipól k politice Angely Merkelové a posílení pozice Rakouska a střední Evropy a také možnost reformovat Unii v budoucnu. Premiér České republiky Bohuslav Sobotka ale nápad odmítl s tím, že společným zájmem skupiny V4 je silná a jednotná Unie. V říjnu plán odmítli rakouští poslanci.

## Galerie

Setkání prezidentů a premiérů V4
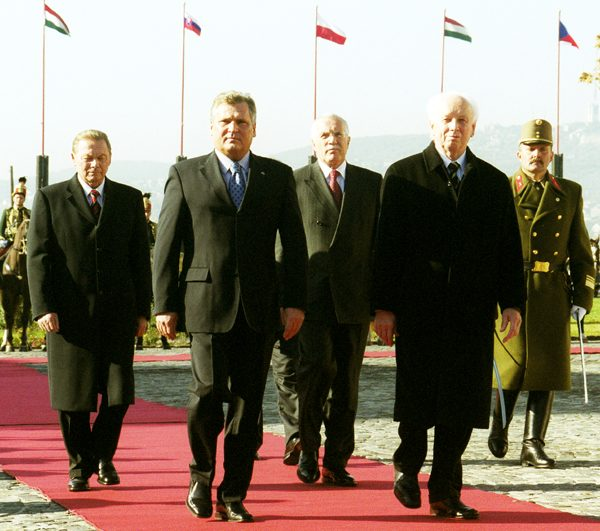
Vpředu: Kwaśniewski a Mádl, vzadu: Schuster a KlausBudapešť 2003 (prezidenti)
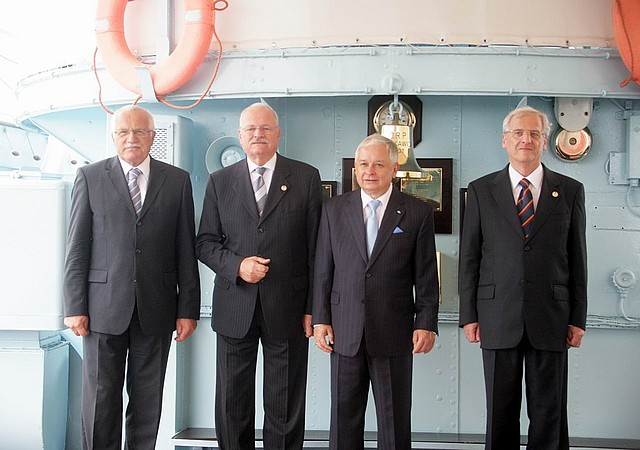
Zleva: Václav Klaus, Ivan Gašparovič, Lech Kaczyński, László SólyomSopoty 2009 (prezidenti)
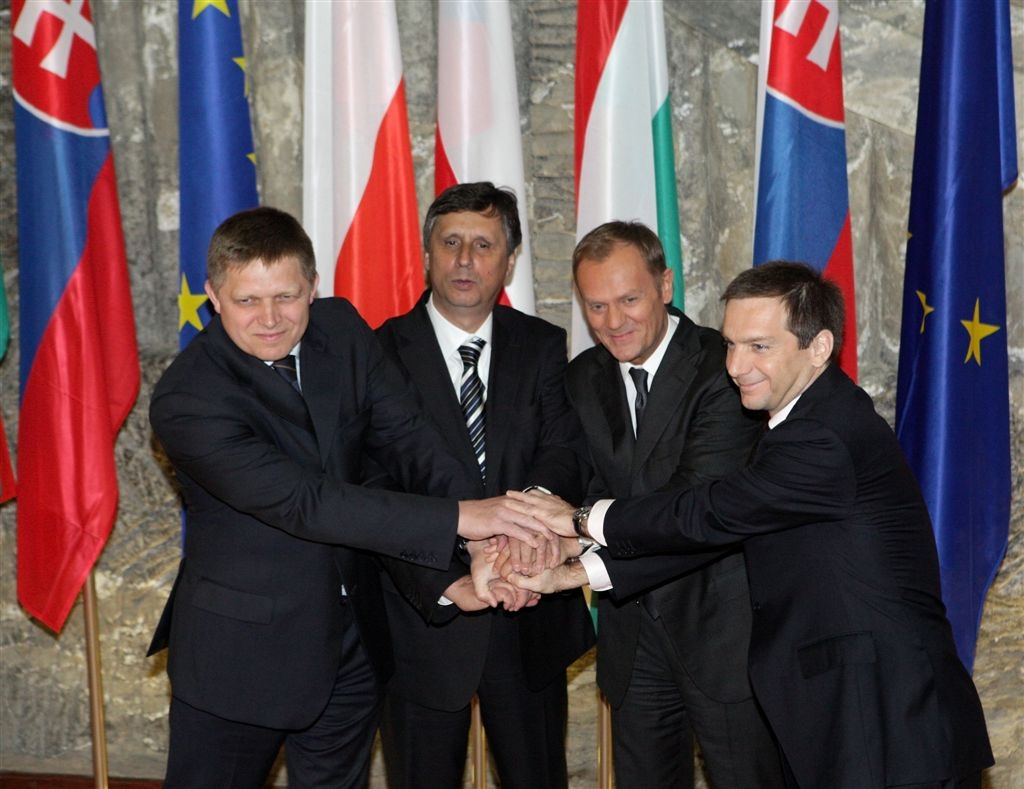
Zleva: Robert Fico, Jan Fischer, Donald Tusk, Gordon BajnaiKrakov 2009 (premiéři)
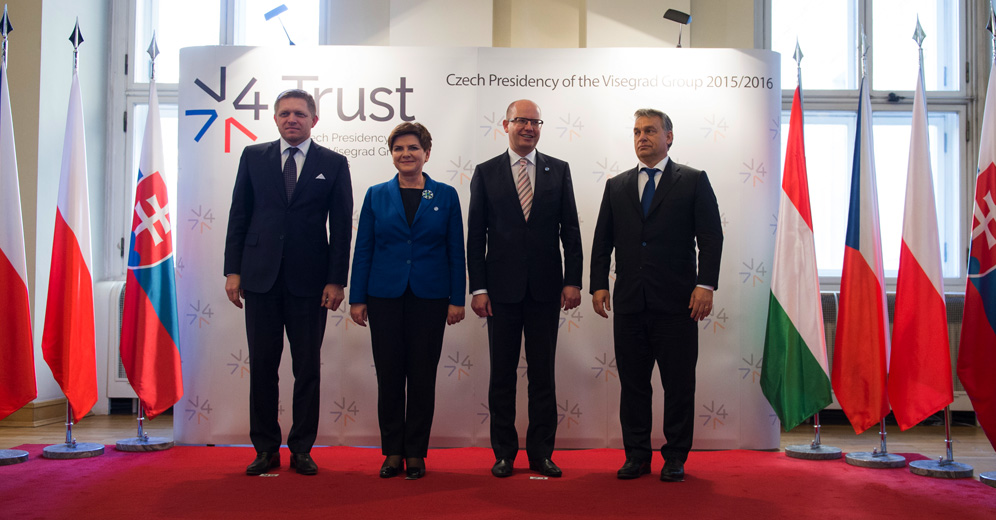
Zleva: Robert Fico, Beata Szydłová, Bohuslav Sobotka, Viktor OrbánPraha 2015 (premiéři)